# إرنا غانثر
إرنا غانثر (بالإنجليزية: Erna Gunther)‏ هي عالمة الإنسان أمريكية، ولدت في 9 نوفمبر 1896 في بروكلين في الولايات المتحدة، وتوفيت في 1982.